# Wu Ko-jou
Wu Ko-jou (chiń. trad. 吳可柔; pinyin Wú Kěróu; ur. 17 listopada 1985 w Fengshan) – tajwańska siatkarka grająca na pozycji skrzydłowej. Obecnie występuje w drużynie Taiwan Power.